# Reẕā Kolā
Reẕā Kolā (persiska: رضا كلا) är en ort i Iran.   Den ligger i provinsen Mazandaran, i den norra delen av landet, 150 km nordost om huvudstaden Teheran. Antalet invånare är 180.
Terrängen runt Reẕā Kolā är mycket platt, och sluttar norrut. Runt Reẕā Kolā är det tätbefolkat, med 286 invånare per kvadratkilometer. Närmaste större samhälle är Babol, 7,4 km sydost om Reẕā Kolā. Trakten runt Reẕā Kolā består till största delen av jordbruksmark.